# 3532 Трейсі
3532 Трейсі (3532 Tracie) — астероїд головного поясу, відкритий 10 січня 1983 року.
Тіссеранів параметр щодо Юпітера — 3,254.